# Nicoliana gravierae
Nicoliana gravierae är en nässeldjursart som först beskrevs av Wilfrid Arthur Millard 1975.  Nicoliana gravierae ingår i släktet Nicoliana och familjen Lineolariidae. Inga underarter finns listade i Catalogue of Life.